# Stenobothrus pyrenaeus
Stenobothrus pyrenaeus är en insektsart som beskrevs av Félicien Henry Caignart de Saulcy 1887. Stenobothrus pyrenaeus ingår i släktet Stenobothrus och familjen gräshoppor. Inga underarter finns listade i Catalogue of Life.